# David Almond

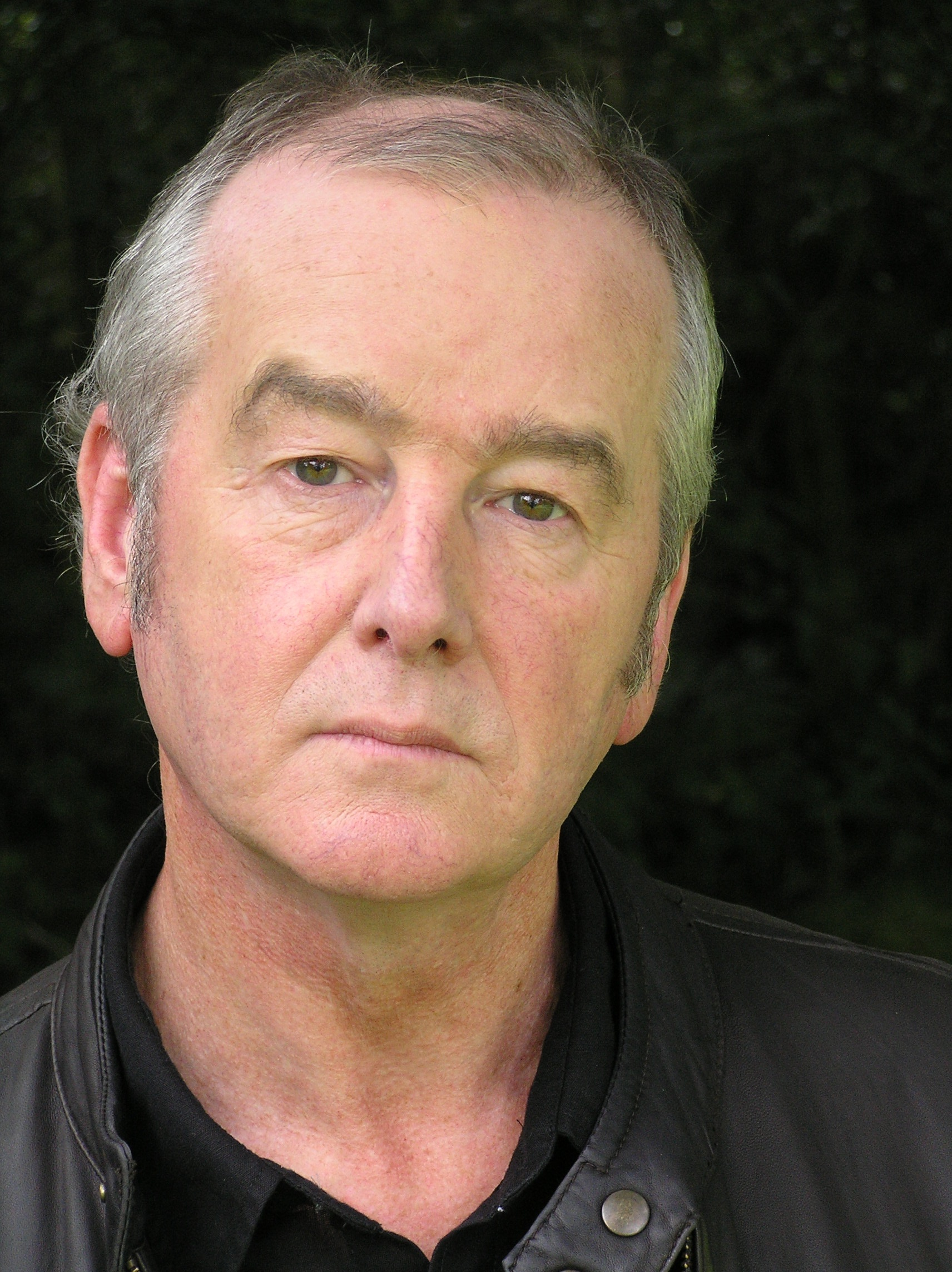
David Almond (2008)

David Almond (* 15. Mai 1951 in Felling, Stadtteil von Gateshead, England) ist ein britischer Schriftsteller. Er wurde unter anderem mit der Carnegie Medal (1998), dem Hans Christian Andersen-Preis (2010) und dem Guardian Children’s Fiction Prize (2015) ausgezeichnet und gilt als einer der wichtigsten britischen Gegenwartsautoren für Kinder- und Jugendliteratur. 
Sein bekanntestes Werk ist der Roman Skellig (1998, deutsche Übersetzung: Zeit des Mondes, 1999), der bereits als Oper und als Fernsehfilm, sowie für Radiosendungen und Theaterstücke, adaptiert wurde.
Almond lebt mit seiner Frau, Julia Green, die ebenfalls als Autorin tätig ist, im englischen Northumberland. Neben seiner Tätigkeit als Schriftsteller, schreibt und präsentiert er Radiosendungen für zwei Sender des BBC (BBC Radio 3 & 4).

## Leben und Werk

### Überblick
Almond wurde in Gateshead geboren und wuchs dort sowie im benachbarten Newcastle auf. Sein Vater arbeitete als vier Schwestern und einen Bruder aufgewachsen. Als er sieben Jahre alt war, starb eine seiner jüngeren Schwestern und im Alter von 15 Jahren verlor er seinen Vater.
Nach dem Schulabschluss schloss er 1975 ein Studium in Englischer und Amerikanischer Literatur an der East Anglia Universität.

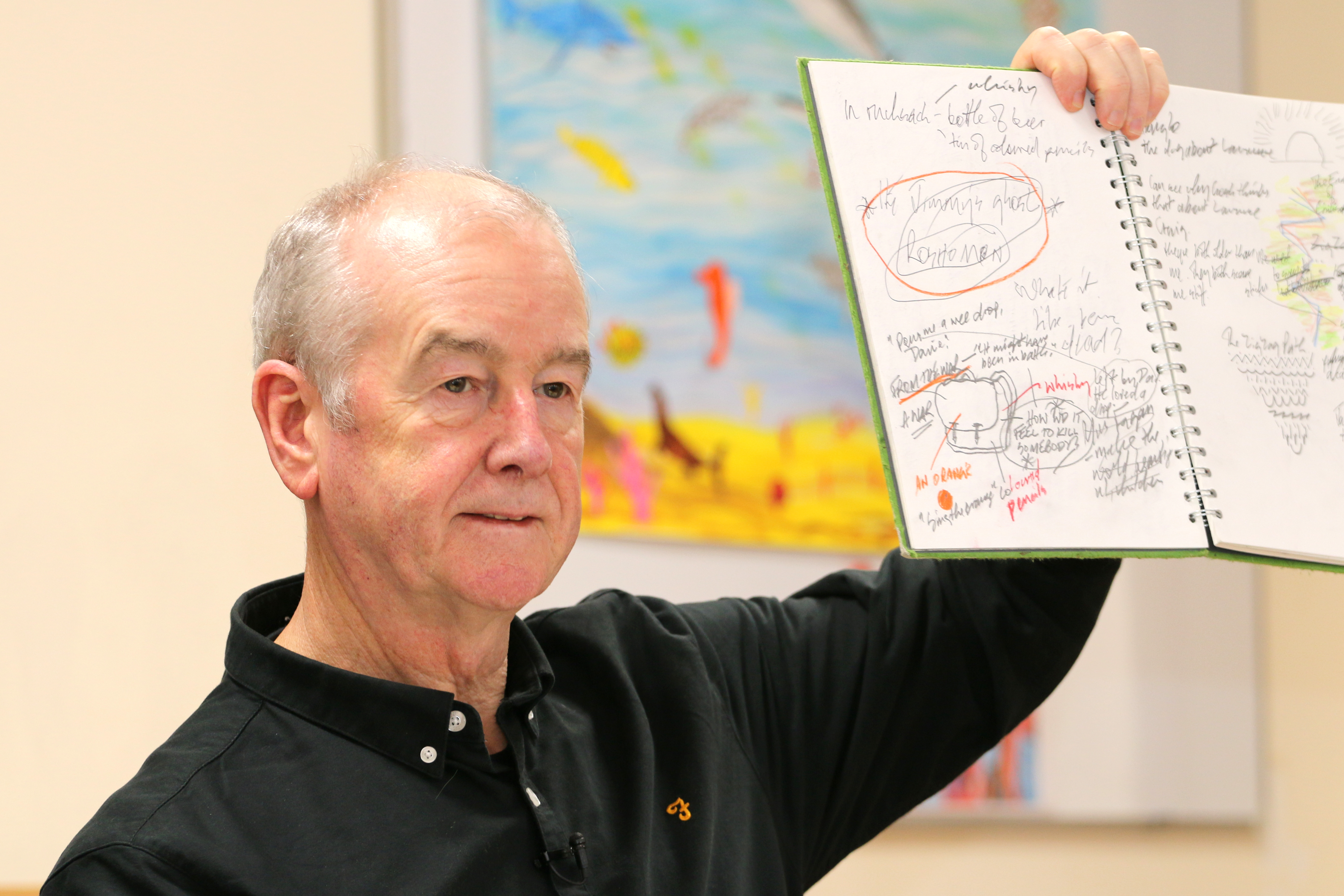
David Almond in Moskau

Bis heute verfasste David Almond mehr als 20 Romane, Kurzgeschichten und Bilderbücher. Er debütierte mit der Kurzgeschichtensammlung Sleepless Nights (1985). Es folgten die Kurzgeschichtensammlung A Kind of Heaven (1987), die Romane Skellig (1998), Kit’s Wilderness (1999) und Heaven Eyes (2000), die Kurzgeschichtensammlung Counting Stars (2000), der Roman Secret Heart (2001), die Kurzgeschichtensammlung Where Your Wings Were (2002), der Roman The Fire-Eaters (2003), das Bilderbuch Kate, the Cat, and the Moon (2005), der Roman Clay (2005), der Roman Click! (2007), der illustrierte Roman My Dad’s a Birdman (2007), die Romane Jackdaw Summer (2008) und The Savage (2008), die Kurzgeschichte Klaus Vogel and the Bad Lads (2009), der Roman My Name is Mina (2010), die Kurzgeschichte Slog’s Dad (2010), der illustrierte Roman The Boy Who Climbed into the Moon (2010), der Roman The True Tale of the Monster Billy Dean (2011), der illustrierte Roman The Boy Who Swam with Piranhas (2012), das Bilderbuch Mouse Bird Snake Wolf (2013), das Bilderbuch Joe’s Dog (2013), die Kurzgeschichtensammlung Nesting (2013), der Roman The Tightrope Walkers (2013) und die Kurzgeschichte Bad Angelo (2013). Über seinen Roman Eurydice Grey (2014) schrieb Almond:

„The Orpheus myth is one of civilisation’s great stories and has always been a major force in my life and in my work. Eurydice Grey feels like a book that I have been destined to write.“

David Almonds erstes Theaterstück Wild Girl, Wild Boy zielt auf ältere, bereits herangewachsene Jugendliche und wurde 2002 veröffentlicht, aber noch nicht ins Deutsche übersetzt. Neben Zeit des Mondes gibt es auch von seinem Buch Lehmann oder die Versuchung (2007) eine Filmadaption (2008, Regie: Andrew Gunn).
David Almonds Werke sind von hohem philosophischen Gehalt und werden deshalb von Kindern, Jugendlichen und Erwachsenen gleichermaßen geschätzt. Immer wieder geht es in ihnen um das Ausloten des eigenen Selbst und komplexe Themenfelder wie Leben und Tod, Phantasie und Wirklichkeit, Vergangenheit und Zukunft.
Für sein schriftstellerisches Werk wurde David Almond unter anderem mit dem Whitbread Children’s Novel of the Year Award (1998, 2003), der Carnegie Medal (1998), drei Nominierungen für den Deutschen Jugendliteraturpreis (2006, 2010, 2012), dem Katholischen Kinder- und Jugendbuchpreis (2006) und dem Hans Christian Andersen-Preis (2010) ausgezeichnet.
2015 war er Jurymitglied der Auszeichnung Das außergewöhnliche Buch des Kinder- und Jugendprogramms des Internationalen Literaturfestivals Berlin.

### Skellig/Zeit des Mondes
Der Roman Skellig (Zeit des Mondes), bis heute Almonds bedeutendster Roman, ist die Geschichte des zwölfjährigen Michael, dessen Familie in ein renovierungsbedürftiges Haus inmitten eines verwilderten Gartens gezogen ist. Michaels Schwester ist viel zu früh auf die Welt gekommen und muss deswegen regelmäßig ins Krankenhaus. Michael entdeckt in der baufälligen Garage des Grundstücks eines Tages ein seltsames Wesen, das sich selbst Skellig nennt. Auf Michaels erschrockene Frage „Was bist du?“, antwortet das Wesen: „Etwas wie du, etwas wie ein Tier, etwas wie ein Vogel, etwas wie ein Engel“. Michael kümmert sich um das Wesen, bringt ihm Essen und Trinken und erzählt dem Nachbarsmädchen Mina von Skellig.
Für das Buch wurde David Almond vielfach ausgezeichnet – mit dem Whitbread Children’s Novel of the Year Award (1998), der Carnegie Medal (1998), einer Ehrung als Honor Book beim Michael L. Printz Award (2000), sowie einem Zilveren Griffel (2000). Zeit des Mondes wurde in mehr als 30 Sprachen übersetzt. Inzwischen existieren auch eine Radiostück (Text: David Almond), ein Theaterstück (Text: David Almond), eine Oper (Text: David Almond, Musik: Tod Machover) und ein Film (2009, Regie: Annabel Jankel) zu dem Buch. Von Zeit des Mondes wurden allein in Großbritannien mehr als eine Million Exemplare verkauft.

### Bücher in deutscher Übersetzung
In deutscher Übersetzung sind zehn Bücher von David Almond erschienen: Zeit des Mondes (1999; englisch Skellig, 1998), Zwischen gestern und morgen (2000; englisch Kit’s Wilderness, 1999), Eine Ecke vom Paradies und Heaven (2001 u. 2017; englisch Heaven Eyes, 2000), Die Sternensucher (2002; englisch Counting Stars, 2000), Der Traum des Tigers (2003; englisch Secret Heart, 2001), Feuerschlucker (2005; englisch The Fire-Eaters, 2003), Lehmann oder Die Versuchung (2007; englisch Clay, 2005), Mein Papa kann fliegen (2009; englisch My Dad’s a Birdman, 2007), Klick! Zehn Autoren schreiben einen Roman (2011; englisch Click!, 2010) und Mina (2011; englisch My Name is Mina, 2010). 2014 erschien mit Der Junge, der mit den Piranhas schwamm (englisch The Boy Who Swam With Piranhas, 2012) ein weiteres Buch von Almond in deutscher Übersetzung.

## Presseschau

### Bedeutung als Autor
„David Almond is one of the finest writers of children’s novels today. Endlessly inventive, his books resonate with an honesty and truth transmitted through deceptively ‚simple‘, beautifully crafted prose.“

„David Almond […] has brought us tales that resonate with truth about the big emotions – about life and death and love and loss. He also brought us language that sang – language with the rhythms of speech and the vocabulary of dialect, workaday words doing transcendental jobs, words with wings, words misspelt or made up, and settings that were ordinary and recognisable, but took us to places of the heart that we did not know we might reach. He is one of those who has broken down the fence between children’s and adults’ literature.“

### Skellig(1998) /Zeit des Mondes(1999)
„This is a book about magic and strange beings, about the relationship between the everyday and the mystical, about premature babies and William Blake and owls and angels. Its strength as a novel is in its subtlety, its sideways angles -- the characters several times invoke the flight of Icarus, and in fact there are moments when the story calls to mind W. H. Auden's poem about Bruegel's painting of the boy's fall. It is a book about the business of everyday life proceeding on a canvas suddenly widened to include mystery and tragedy, although not everyone has eyes to see. […] The beauty of Skellig is that David Almond, a British novelist who has written for adults but not for children, does not feel the need to explain, to tie up all loose ends, to teach one particular lesson. […] What gives Skellig its wonderfully light flavor, even as it takes on life and death and magic and mysticism, is the cheerful interweaving of everyday detail. […] Skellig is a fine book; it reads like an adventure story, studded with matter-of-fact details of family life and school, only slightly exotic in their occasional Britishisms. In fact, it belongs to the tradition of door-in-the-wall novels of magic, where other different worlds wait just beside a child’s everyday -- think C. S. Lewis, Lynne Reid Banks, even E. Nesbit. And in its simple but poetic language, its tender refusal to package its mysteries neatly or offer explanations for what happens in either world, it goes beyond adventure story or family-with-a-problem story to become a story about worlds enlarging and the hope of scattering death.“

„‚Schreiben kann schwierig sein, aber manchmal fühlt es sich an wie eine Art Zauber‘, bekennt der englische Autor David Almond. Bei seinem ersten Kinderbuch Zeit des Mondes, im Original Skellig getitelt, überträgt sich dieser Zauber vom ersten Satz an auf den Leser. Er wird in eine Geschichte hineingezogen, die zwischen Alltag und Magie, zwischen Leben und Tod, zwischen Glück und Schrecken verwoben ist. […] Almond verdichtet das Motiv des Fliegens auf eine literarisch kunstvolle Weise. In der Figur des Skellig spiegeln sich die magischen Vorstellungen des Kindes vom Engel und Erretter des Babys; Skellig verkörpert zugleich das Abstoßende, Fremde, Unheimliche, das allen Doppelwesen innewohnt. Almonds Sprache bleibt angesichts solcher großer Themen eher knapp, unsentimental und sucht schützende Distanz zu den Gefühlen, Hoffnungen und Träumen, von denen der Erzähler manchmal überwältigt zu werden droht. ‚Ich war beim Baby. Wir lagen zusammen im Amselnest. Sein Körper war mit Federn bedeckt und es war weich und warm.‘ Auf den letzten Seiten des Buches erfahren wir, dass das Wünschen noch hilft, denn das Baby überlebt und alles scheint zu einem guten Ende zu kommen. Der Zauber des Buches aber klingt noch lange nach.“

### Counting Stars(2000) /Die Sternensucher(2002)
„Almonds Sternensucher werden verglichen mit Frank McCourts Die Asche meiner Mutter. Seine Sprachkraft steht der des Iren nicht nach (und mit seiner Übersetzerin hat er Glück). Die Episoden, die nur lose zusammenhängen, sind bereits in verschiedenen Magazinen und Anthologien erschienen. Sie vorwiegend als Lesestoff für Jugendliche zu empfehlen hieße sie einzuengen. Wer aufgeschlossen ist für den magischen Zauber der frühen Jahre, wird diese walisischen Sternensucher lieben.“

### The Fire-Eaters(2003) /Feuerschlucker(2005)
„Von alledem erzählt der Feuerschlucker. Von der Bedeutung von Familie und Freundschaft. Von Zivilcourage. Von Angst und Angstbewältigung. Vom Glauben. Von sozialen Unterschieden, Klassenbewusstsein und Berührungsängsten zwischen Arbeitern und Intellektuellen Anfang der 60er Jahre. Von den Traumata der Kriegsgeneration. Es ist eine literarische Aufnahme mit vielen Schattierungen und Ebenen. Geschrieben in einer sehr poetischen, manchmal fast verzögernden Sprache, die sich die Zeit nimmt, viel Atmosphärisches auszuerzählen. Die Gerüche, die Bobbys Umgebung prägen, Salzwasser, Seetang, Kohle, die im Meer abgebaut wird. Geräusche, Farben. In England wurde Almond dafür mit den beiden wichtigsten nationalen Kinder- und Jugendbuchpreisen ausgezeichnet, dem Smarties Gold-Award und dem Whitbread Award. Verdientermaßen: Der Feuerschlucker ist ein Buch, das man nicht nur einmal lesen will, weil man immer wieder neue Details und Nuancen entdeckt. So wie bei guten Fotos eben.“

„Der Engländer David Almond verknüpft die Beinahe-Apokalypse mit einem Gespinst aus dichten Bildern von Menschen und Landschaften. Sehr poetisch, expressiv, manchmal ein bisschen sentimental, und mit viel Wärme für das Leben von Leuten, die Kohle aus dem Meer schöpfen. So ergibt der weltpolitische Hintergrund des Romans weit mehr als die Folie für ein Pubertätsdrama, er ist der Schnittpunkt, in dem sich ein verlorenes Dorf und die Welt ein letztes Mal treffen, bevor Bobby seine Heimat verlässt.“

„Der Abschied von der Kindheit konfrontiert den reflektierenden Ich-Erzähler mit ganz neuen Gefühlswelten, die seinen Blick auf das Leben, auf seine Eltern und Freunde verändern. David Almond erzählt davon ruhig, doch spannungsgeladen in einer poetisch dichten, von Ulli und Herbert Günther feinfühlig übertragenen Sprache, modulierend, expressiv, verzögernd.“

### Jackdaw Summer(2008)
„Jackdaw Summer is a wonderful piece of writing for children – unsettling yet poetic. Here we contemplate the beast within us all: so near the surface in children, and still there in adults. Nobody evokes childhood like Almond.“

### My name is Mina(2010) /Mina(2011)
„Mina löst es ein, dieses Versprechen, mit all den verspielt-unsinnigen Momenten, den Augenblicken großer Innigkeit und kindlicher Hellsichtigkeit in diesem Buch. Und David Almond, der im vergangenen Jahr den Hans-Christian-Andersen-Preis erhalten hat, den wohl wichtigsten Kinderbuchpreis der Welt, zeigt bei aller Vorliebe für die kindliche Freiheit und Phantasie eben auch, welchen Preis kindliche Exzentrik haben kann. Gleich neben der Trauer um ihren Vater steht die Sehnsucht nach Gleichgesinnten, das Bedürfnis der Zugehörigkeit, Minas immer wieder ernstlich unternommener Versuch, nicht anzuecken. Als sie dem Rat der beiden Beamten folgt und einen Tag in einer Schule für Kinder ‚mit besonderen Bedürfnissen‘ verbringt, begreift sie, ‚dass Außenseiter auf vielerlei Art zusammenpassen konnten‘, mehr noch, sie sieht zu ihrer Erleichterung, ‚dass ich eines Tages vielleicht zu dieser merkwürdigen Welt gehören könnte‘. Bleiben kann sie dennoch nicht. Und so ist Mina auch eine ergreifende Geschichte der Einsamkeit.“

„Kunterbunte Stilmischungen, gewandt übersetzt von Alexandra Ernst, das abwechslungsreiche nicht-lineare Erzählen und ein breiter Fächer von Textsorten wie Erzählerbericht, Gedicht, Erzählung, Wortspiel oder Kurzgeschichte bilden ein Panorama aus Gegenwärtigem und Vergangenem, in dem eine kindliche Schreiberin querfeldein denken darf. Der Roman Mina ist das Mosaik einer einzigartigen, weit über ihr reales Alter hinaus gereiften Persönlichkeit, das Mut macht, ein unverwechselbares Individuum zu sein.“

## Bibliografie

### Texte
| Englischsprachige Originalausgabe | Deutschsprachige Erstübersetzung | Anmerkungen |
| --- | --- | --- |
| 1985: Sleepless Nights, David Almond (Text), Iron Press (North Shields) | | Kurzgeschichtensammlung nicht in deutschsprachiger Übersetzung erschienen |
| 1997: A Kind of Heaven, David Almond (Text), Iron Press (North Shields), ISBN 978-0-906228-62-3 | | Kurzgeschichtensammlung nicht in deutschsprachiger Übersetzung erschienen |
| 1998: Skellig, David Almond (Text), Hodder (London), ISBN 978-0-340-71600-7 | 1999: Zeit des Mondes, Martin Walser und Johanna Walser (Übersetzung aus dem Englischen), Ravensburger (Ravensburg), ISBN 978-3-473-34365-2 | Roman |
| 1999: Kit’s Wilderness, David Almond (Text), Hodder (London), ISBN 978-0-340-72716-4 | 2000: Zwischen gestern und morgen, Mechtild Testroet (Übersetzung aus dem Englischen), Ravensburger (Ravensburg), ISBN 978-3-473-34376-8 | Roman |
| 2000: Heaven Eyes, David Almond (Text), Hodder (London), ISBN 978-0-340-74368-3 | 2001: Eine Ecke vom Paradies, Mechtild Testroet (Übersetzung aus dem Englischen), Ravensburger (Ravensburg), ISBN 978-3-473-34392-8 2017: Heaven, Alexandra Ernst (Übersetzung aus dem Englischen), KJB Fischer (Frankfurt am Main), ISBN 978-3-7373-4094-6 | Roman |
| 2000: Counting Stars, David Almond (Text), Hodder (London), ISBN 978-0-340-78479-2 | 2002: Die Sternensucher, Cornelia Holfelder von der Tann (Übersetzung aus dem Englischen, Ravensburger (Ravensburg), ISBN 978-3-473-35236-4 | Kurzgeschichtensammlung Englischsprachige Ausgabe enthält die Geschichten The Middle of the world, Counting the stars, Beating the bounds, The baby, The Angel of Chilside Road, The Time Machine, Barbara's photographs, Jonadab, The subtle body, Behind the billboards, Chickens, The Fusilier, My mother's photographs, Loosa dine, The Kitchen, Jack Law, Buffalo camel llama zebra ass und Where your wings were |
| 2001: Secret Heart, David Almond (Text), Hodder (London), ISBN 978-0-340-76482-4 | 2003: Der Traum des Tigers, Cornelia Holfelder von der Tann (Übersetzung aus dem Englischen), Ravensburger (Ravensburg), ISBN 978-3-473-34422-2 | Roman |
| 2002: Where Your Wings Were, David Almond (Text), Hodder (London), ISBN 978-0-340-85528-7 | | Kurzgeschichtensammlung enthält verschiedene Geschichten aus Die Sternensucher sowie eine neue Geschichte (The Built-up Sole) nicht in deutschsprachiger Übersetzung erschienen |
| 2003: The Fire-Eaters, David Almond (Text), Hodder (London), ISBN 978-0-340-88349-5 | 2005: Feuerschlucker, Ulli Günther und Herbert Günther (Übersetzung aus dem Englischen), Hanser (München), Taschenbuch: dtv) (München), ISBN 978-3-446-20601-4                                                                                              | Roman |
| 2005: Kate, the Cat, and the Moon, David Almond (Text), Stephen Lambert (Illustration), Hodder (London), ISBN 978-0-340-77387-1 | | Bilderbuch nicht in deutschsprachiger Übersetzung erschienen |
| 2005: Clay, David Almond (Text), Hodder (London), ISBN 978-1-84032-998-8 | 2007: Lehmann oder Die Versuchung, Ulli Günther und Herbert Günther (Übersetzung aus dem Englischen), Hanser (München), ISBN 978-3-446-20904-6 | Roman |
| 2007: Click!, David Almond, Eoin Colfer, Roddy Doyle, Deborah Ellis, Nick Hornby, Margo Lanagan, Gregory Maguire, Ruth Ozeki, Linda Sue Park und Tim Wynne-Jones (Text), Scholastic (London), ISBN 978-1-4071-0591-8                            | 2009: Klick! Zehn Autoren schreiben einen Roman, Birgitt Kollmann (Übersetzung aus dem Englischen), Hanser (München), Neuausgabe: dtv (München), ISBN 978-3-446-23308-9                                                                                     | Roman |
| 2007: My Dad’s a Birdman, David Almond (Text), Polly Dunbar (Illustration), Walker (London), ISBN 978-1-4063-0486-2 | 2009: Mein Papa kann fliegen, Ulli Günther und Herbert Günther (Übersetzung aus dem Englischen), Hanser (München), Taschenbuch: dtv (München), ISBN 978-3-446-23304-1                                                                                       | Bilderbuch |
| 2008: Jackdaw Summer, David Almond (Text), Hodder (London), ISBN 978-0-340-88199-6 | | Roman Veröffentlichung 2009 in den USA unter dem Titel Raven Summer nicht in deutschsprachiger Übersetzung erschienen |
| 2008: The Savage, David Almond (Text), Dave McKean (Illustration), Walker (London), ISBN 978-1-4063-1985-9 | | Roman nicht in deutschsprachiger Übersetzung erschienen |
| 2009: Klaus Vogel and the Bad Lads, in: Free? - Stories Celebrating Human Rights, Walker (London), ISBN 978-1-4063-1830-2 | | Kurzgeschichte Sammelband Free? - Stories Celebrating Human Rights enthält Kurzgeschichten von David Almond, Theresa Breslin, Sarah Mussi, Ursula Dubosarsky, Rita Williams-Garcia, Patricia McCormick, Roddy Doyle, Ibtisam Barakat, Malorie Blackman, Margaret Mahy, Meja Mwangi, Jamila Gavin, Eoin Colfer und Michael Morpurgo nicht in deutschsprachiger Übersetzung erschienen                                   |
| 2010: My Name is Mina, David Almond (Text), Hodder (London), ISBN 978-0-340-99726-0 | 2011: Mina, Alexandra Ernst (Übersetzung aus dem Englischen), Ravensburger (Ravensburg), ISBN 978-3-473-36820-4 | Roman |
| 2010: Slog’s Dad, David Almond (Text), Dave McKean (Illustration), Walker (London), ISBN 978-1-4063-3139-4 | | Kurzgeschichte erstmals 2006 in der Anthologie So, What Kept You? New Stories Inspired by Anton Chekhov and Raymond Carver veröffentlicht nicht in deutschsprachiger Übersetzung erschienen |
| 2010: The Boy Who Climbed into the Moon, David Almond (Text), Polly Dunbar (Illustration), Walker (London), ISBN 978-1-4063-1457-1 | | Roman mit Illustrationen nicht in deutschsprachiger Übersetzung erschienen |
| 2011: The True Tale of the Monster Billy Dean, David Almond (Text), Penguin (London, Ausgabe für Erwachsene), Puffin (London, Ausgabe für Kinder), ISBN 978-0-670-91906-2 (Ausgabe für Erwachsene), ISBN 978-0-14-133205-5 (Ausgabe für Kinder) | | Roman nicht in deutschsprachiger Übersetzung erschienen |
| 2012: The Boy Who Swam with Piranhas, David Almond (Text), Oliver Jeffers (Illustration), Walker (London), ISBN 978-1-4063-2076-3 | 2014: Der Junge, der mit den Piranhas schwamm, Alexandra Ernst (Übersetzung aus dem Englischen), Ravensburger (Ravensburg), ISBN 978-3-473-36872-3 | Roman mit Illustrationen |
| 2013: Mouse Bird Snake Wolf, David Almond (Text), Dave McKean (Illustration), Walker (London), ISBN 978-1-4063-2289-7 | | Bilderbuch nicht in deutschsprachiger Übersetzung erschienen |
| 2013: Joe’s Dog, David Almond (Text), Ayesha L. Rubio (Illustration), Collins (London), ISBN 978-0-00-749858-1 | | Bilderbuch nicht in deutschsprachiger Übersetzung erschienen |
| 2013: Nesting, David Almond (Text), Iron Press (North Shields), ISBN 978-0-9565725-7-8 | | Kurzgeschichtensammlung nicht in deutschsprachiger Übersetzung erschienen |
| 2013: Bad Angelo, David Almond (Text), in: The Telegraph vom 27. September 2013 | | Kurzgeschichte Kostenlos online abrufbar nicht in deutschsprachiger Übersetzung erschienen |
| 2014: The Tightrope Walkers, David Almond (Text), Penguin (London), ISBN 978-0-241-00323-7 | | Roman nicht in deutschsprachiger Übersetzung erschienen |
| 2014: A Song for Ella Grey, David Almond (Text), Karen Radford (Illustration), Hodder (London), ISBN 978-1-4449-1954-7 | | Roman nicht in deutschsprachiger Übersetzung erschienen |
| 2019: The Colour of the Sun, David Almond (Text), Hodder Children’s Books, ISBN 978-1-4449-4113-5 | 2021: Ein finsterheller Tag, Alexandra Ernst (Übersetzung aus dem Englischen), Sauerländer (Frankfurt am Main), ISBN 978-3-7373-5628-2 | |

### Theaterstücke
| Jahr | Bibliografische Angaben                                          |
| ---- | ---------------------------------------------------------------- |
| 2002 | Wild Girl, Wild Boy: A Play, Hodder (London), ISBN 0-340-85431-6 |
| 2003 | Skellig – The Play, Hodder (London), ISBN 0-340-90555-7          |

### Sekundärliteratur
| Jahr | Bibliografische Angaben |
| ---- | --- |
| 2006 | Heike Ziemer und Gabriele Runge: David Almond – Zeit des Mondes – Materialien zur Unterrichtspraxis, Ravensburger (Ravensburg), ISBN 978-3-473-98055-0                                                                       |
| 2009 | Sinja Terschlüsen: Narratologische Analyse moderner Kinder- und Jugendliteratur am Beispiel der Werke von David Almond – Lehmann oder Die Versuchung – und Guus Kuijer – Ein himmlischer Platz, Grin, ISBN 978-3-640-38227-9 |
| 2012 | Eric Sanders: The Essential Writer's Guide: Spotlight on David Almond, Including His Education, Analysis of His „Kit’s Wilderness“, „Skellig“, Awards, Other Interests, and More, Webster, ISBN 978-1-286-79597-2            |
| 2012 | Margarete Gebhardt: Das Thema „Homeschooling“ in der Kinderliteratur – Besprechung des Romans „Mina“ von David Almond, Autumnus, ISBN 978-3-938531-68-6                                                                      |

## Auszeichnungen
- 1998: Whitbread Children’s Novel of the Year Award für Zeit des Mondes[15]
- 1998: Carnegie Medal für Zeit des Mondes in der Kategorie Kinderbuch[1][15]
- 1999: Silver Award beim Nestlé Smarties Book Prize für Zwischen gestern und morgen
- 2000: Eule des Monats im Februar für Zwischen gestern und morgen
- 2000: Ehrung als Honor Book beim Michael L. Printz Award für Zeit des Mondes
- 2000: Zilveren Griffel für Zeit des Mondes
- 2001: Michael L. Printz Award für Zwischen gestern und morgen
- 2001: Luchs des Monats Februar für Zwischen gestern und morgen
- 2001: Die besten 7 Bücher für junge Leser für Zwischen gestern und morgen[1]
- 2003: Gold Award beim Nestlé Smarties Book Prize für Feuerschlucker
- 2003: Whitbread Children’s Novel of the Year Award für Feuerschlucker, in der Kategorie Kinderbuch
- 2004: Boston Globe–Horn Book Award für Feuerschlucker, in der Kategorie Fiction and Poetry
- 2006: Katholischer Kinder- und Jugendbuchpreis  für Feuerschlucker
- 2007: Die besten 7 Bücher für junge Leser für Feuerschlucker
- 2010: Hans Christian Andersen-Preis in der Kategorie Autor[1][15]
- 2011: Le Prix Sorcières für The Savage
- 2013: Eleanor Farjeon Award für sein Gesamtwerk[16]
- 2013: Aufnahme in die Liste Best books of the year for children and young adults der The Irish Times für Mouse Snake Bird Wolf[17]
- 2021: Order of the British Empire; für sein literarisches Gesamtwerk[18][19]
- 2022: James Krüss Preis für internationale Kinder- und Jugendliteratur (zusammen mit Alexandra Ernst)

Zudem wurden die Bücher Zwischen gestern und morgen (2001), Eine Ecke vom Paradies (2002) und Feuerschlucker (2006) mit dem Silbernen Kuss ausgezeichnet.

## Nominierungen und Aufnahme in Shortlists
- Zahlreiche Nominierungen für den Astrid Lindgren Memorial Award (2004-2014 sowie 2020[20])
- 2006: Nominierung für den Deutschen Jugendliteraturpreis für Feuerschlucker in der Kategorie Jugendbuch
- 2009: Nominierung für den Astrid-Lindgren-Gedächtnis-Preis
- 2010: Nominierung für den Deutschen Jugendliteraturpreis für Klick! Zehn Autoren schreiben einen Roman in der Kategorie Jugendbuch
- 2010: Nominierung für den Eleanor Farjeon Award für sein Gesamtwerk
- 2011: Shortlist des Guardian Children’s Fiction Award für Mina
- 2012: Nominierung für den Deutschen Jugendliteraturpreis für Mina in der Kategorie Kinderbuch
- 2013: The Boy Who Swam With Piranhas erscheint auf der Shortlist des Guardian Children’s Fiction Prize[21]

## Öffentliche Auftritte
- September 2015: Kinder- und Jugendprogramm des 15. Internationalen Literaturfestivals Berlin